# Valentin Kleinschmidt
Valentin Kleinschmidt (* 1992 in Dresden) ist ein deutscher Schauspieler.

## Leben
Valentin Kleinschmidt begann nach dem Abitur zunächst ein Studium der Szenischen Künste an der Universität Hildesheim. Nach einem Jahr wechselte er an die Hochschule für Musik und Theater „Felix Mendelssohn Bartholdy“ in Leipzig, wo er von 2013 bis 2017 sein Schauspielstudium absolvierte.
Im Rahmen der Schauspielausbildung war er von 2015 bis 2017 Mitglied im Schauspielstudio des Staatsschauspiels Dresden. Dort arbeitete er u. a. mit den Regisseuren und Regisseurinnen Jan Gehler, Susanne Lietzow, Sandra Strunz, Matthias Reichwald und Laura Linnenbaum zusammen. Für die Inszenierung Michael Kohlhaas (Regie: Philipp Lux) erhielt er 2016 gemeinsam mit dem Ensemble auf dem Internationalen Schauspielschultreffen „Istropolitana Projekt’1“ in Bratislava den Hauptpreis des Festivals.
Ab der Spielzeit 2017/18 war er bis 2019 für zwei Spielzeiten festes Ensemblemitglied am Landestheater Coburg und war dort u. a. in Inszenierungen von Philipp Löhle und Axel Sichrovsky zu sehen. Unter der Regie von Holger Seitz spielte er 2019 im Rahmen der Coburger Sommerfestspiele auf der Freilichtbühne im Coburger Hofgarten den Titelhelden in John von Düffels Robin Hood-Adaption. Am Landestheater Coburg gab er 2019 auch sein Regiedebüt mit der Inszenierung Der Großinquisitor nach Fjodor Dostojewski.
Anschließend arbeitete er als freier Schauspieler und gastierte in der Spielzeit 2019/20 an der Neuen Bühne Senftenberg als Löwe in Der Zauberer von Oz. Seit 2019 gastiert Kleinschmidt regelmäßig am Theater Magdeburg, u. a. als Antoine in der Salonkomödie Floh im Ohr von Georges Feydeau und in der Produktion Anorexia Feelgood Songs (Regie: Juliane Kann).
Valentin Kleinschmidt wirkte auch in einigen Film- und Fernsehproduktionen mit. In der Miniserie ZERV – Zeit der Abrechnung hatte er eine durchgehende Nebenrolle als ZERV-Mitarbeiter Walter.
Valentin Kleinschmidt lebt in Dresden.

## Filmografie (Auswahl)
- 2017: Der Zauberlehrling (Fernsehfilm)
- 2018: Tatort: Déjà-vu (Fernsehreihe)
- 2020: Mein Altweibersommer (Fernsehfilm)
- 2022: ZERV – Zeit der Abrechnung (Fernsehserie, Serienrolle)